# Haus Hange
Das Haus Hange ist eine kurzlebige spätmittelalterliche Burganlage und ein Rittergut südöstlich der Gemeinde Freren im niedersächsischen Landkreis Emsland an der Großen Aa.

## Geschichte

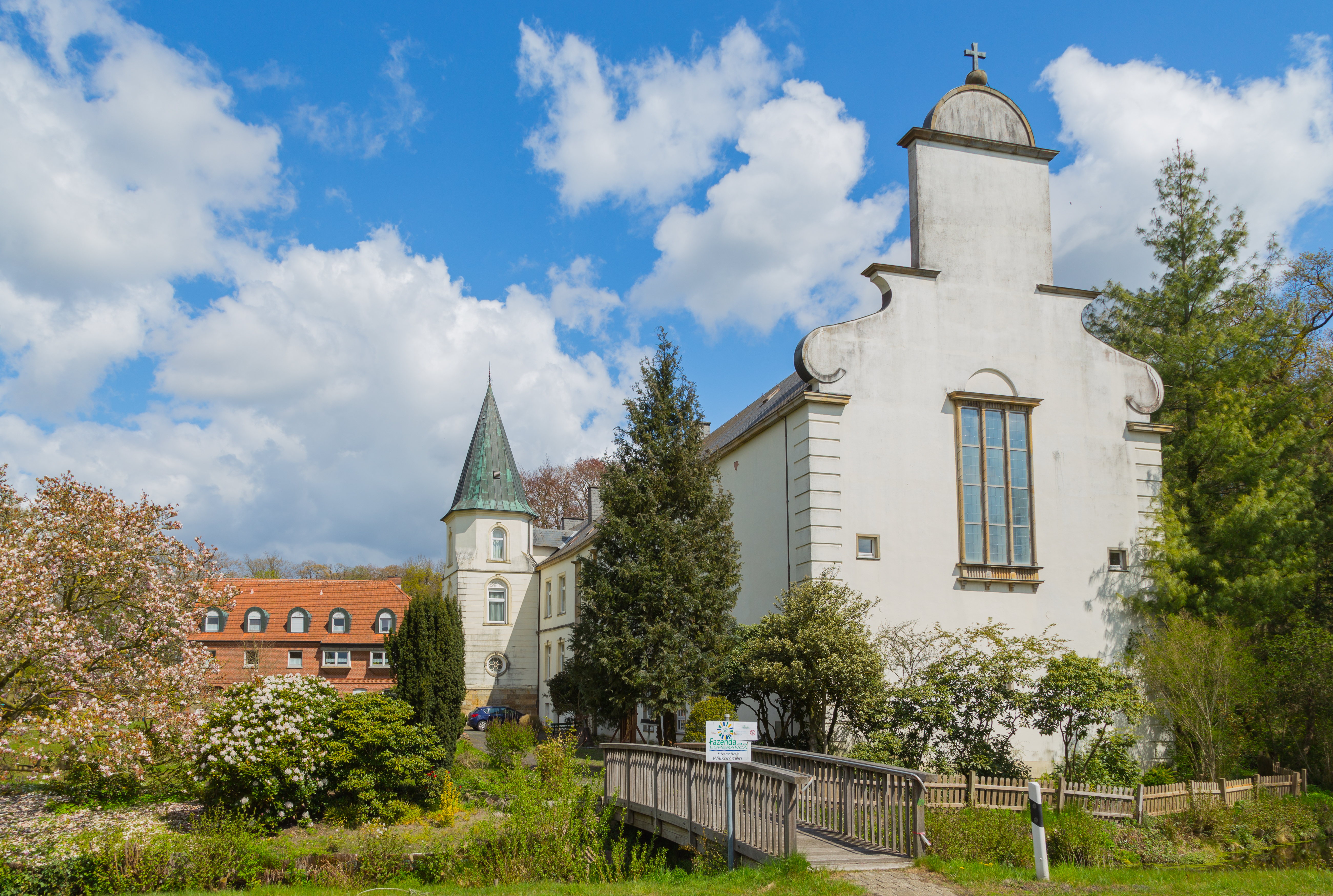
Gut Hange 14

Haus Hange war Stammsitz des Geschlechts der Herren von Hange, das erstmals 1304 in den Urkunden erscheint. In den Kämpfen zwischen dem Bistum Osnabrück und der Grafschaft Tecklenburg spielte die Burg eine Rolle, als 1336 Graf Nikolaus II. von Tecklenburg als Reaktion auf den Bau der Bleiburg bei Fürstenau Haus Hange befestigte. Am 11. März 1336 wurde jedoch von den streitenden Parteien beschlossen, dass die Bleiburg geschleift und alles, was auf der Wohnung Hange wehrhaft wäre, wie Bergfried, Planken und der Astverhau, niedergelegt und die Gräften eingeebnet werden sollen. Danach existierte Haus Hange offenbar nur noch als unbefestigtes Gut weiter. Die späteren Besitzer waren nach 1409 die von Budde, 1587 von Schade zu Ihorst und nach 1635 von Ascheberg zu Venne. 
1872 wurde das überschuldete Gut in bürgerliche Hände verkauft.  Im letzten Viertel des 19. Jahrhunderts wurde das bis dahin einstöckige Herrenhaus um ein zweites Stockwerk vergrößert. 1910 erwarben es die Thuiner Franziskanerinnen, die das Herrenhaus in einen Neubau einbezogen. Das Gut wurde bis Oktober 2023 als Drogenrehabilitationszentrum der Fazenda da Esperança genutzt.